# Прокопенко Олег Ісаакович
Прокопенко Олег Ісаакович (1932—1990) — український сценарист. Був членом Спілки кінематографістів України.
Народ. 20 грудня 1932 р. у м. Бахмут Донецької обл. в родині службовця. Випускник Всесоюзного державного інституту кінематографії (1963).
Кінодраматург, автор сценаріїв фільмів кіностудії ім. О. Довженка: «До уваги громадян і організацій» (1965, реж. А. Войтецький), «Гольфстрім» (1968, реж. В. Довгань), «Щовечора після роботи» (1973, у співавт. з реж. фільму К. Єршовим, за мотивами повісті М. Глушко «Олена Миколаївна»).
Свідоме життя О. І. Прокопенко тісно пов'язане з Черкащиною. Свого часу він закінчив школу № 11, виховувався в сім'ї педагогів, в його творах часто задіяні школярі і вихователі.
У Черкасах, після військової служби на острові Зміїний, відкрився літературний талант Олега Прокопенка. Із 1955 по 1958 роки він був членом літоб'єднання, до якого також входили Василь Симоненко і Олександр Найден. Керівник — Іван Рябокляч.
О. І. Прокопенко не дожив до свого 60-річчя. Похований у Черкасах.